# Juglans mandshurica
Juglans mandshurica (Mandschurische Walnuss) ist eine ostasiatische Baumart aus der Familie der Walnussgewächse (Juglandaceae).

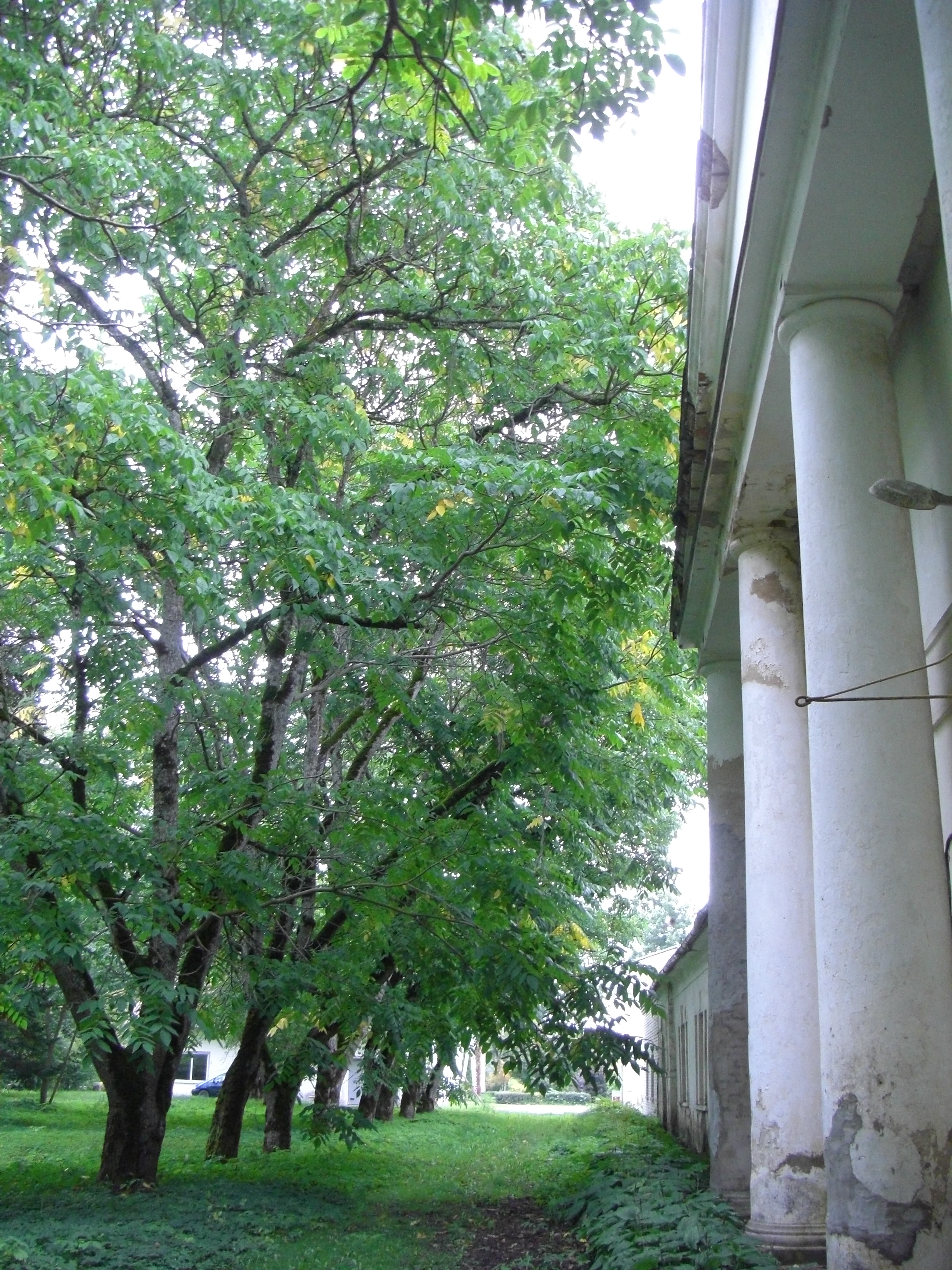
Allee vor der Remise beim Schloss Cīrava in Lettland

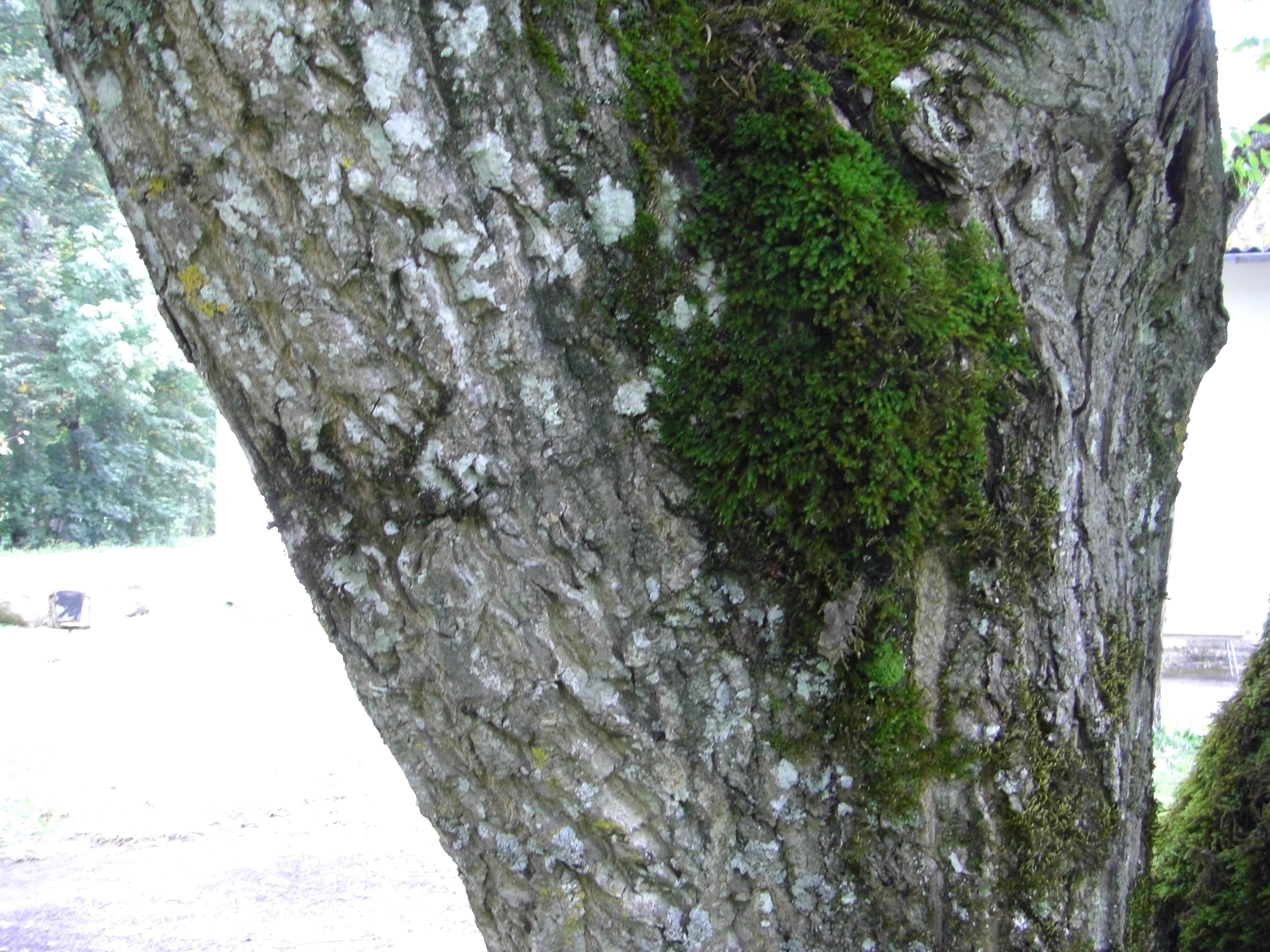
Rinde eines Baums vor der Remise beim Schloss Cīrava in Lettland

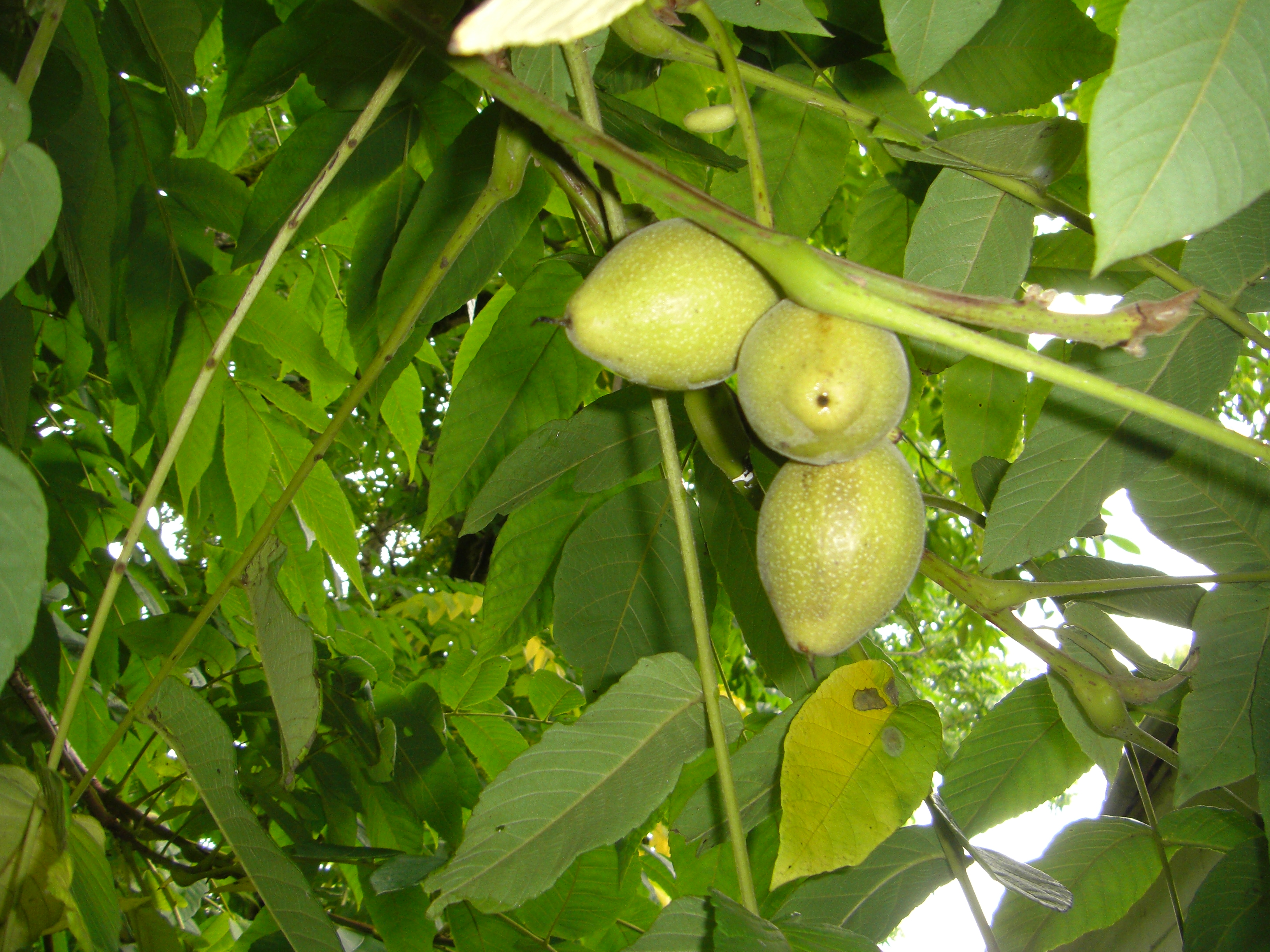
Nüsse eines Baums vor der Remise beim Schloss Cīrava in Lettland

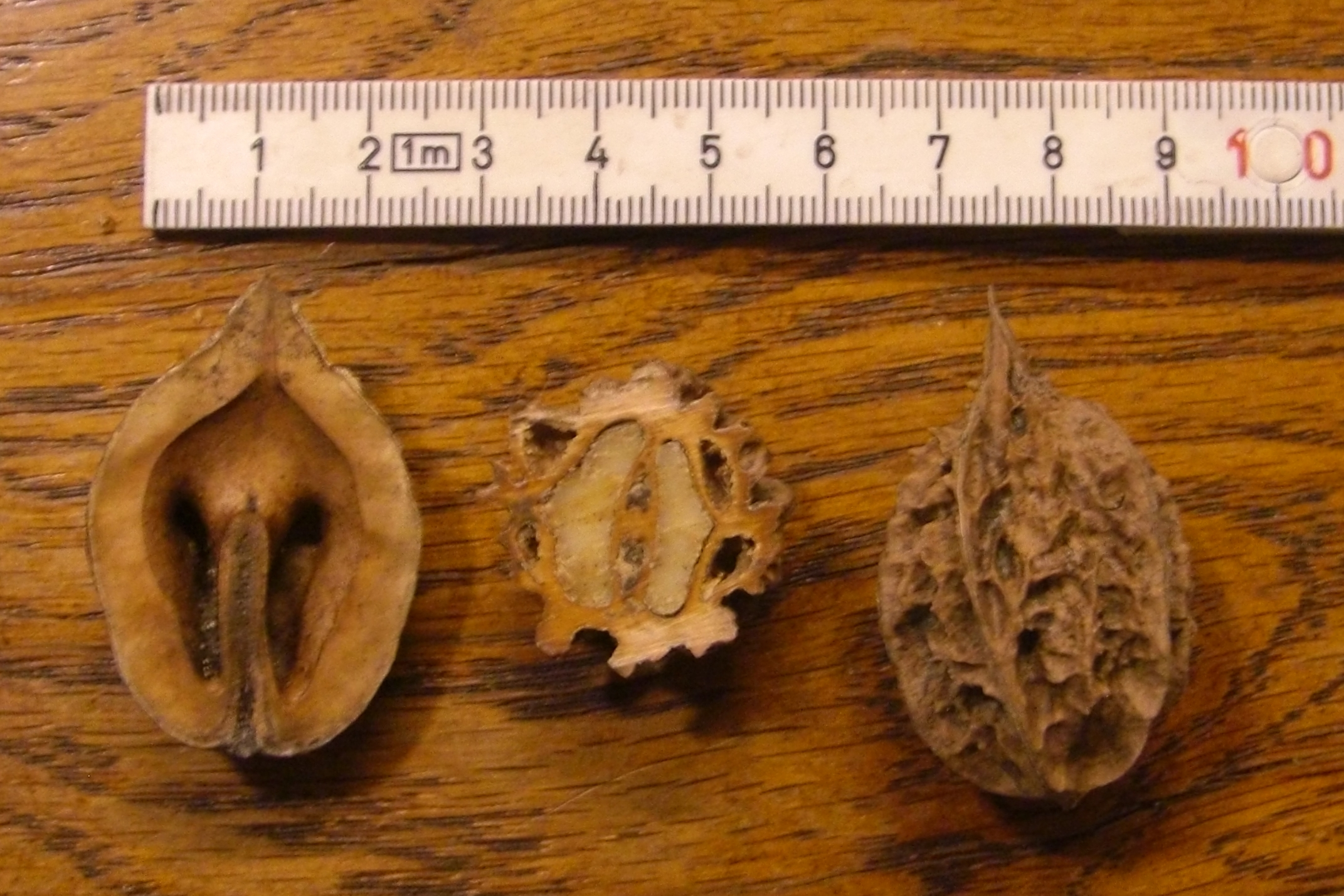
Nussschale eines Baums vor der Remise beim Schloss Cīrava in Lettland

## Merkmale
Juglans mandshurica wächst als Baum, manchmal auch als Strauch, und wird bis 25 m hoch. Die Blätter werden 40 bis 90 cm lang, der Blattstiel 5 bis 23 cm. Blattstiel und Rhachis sind zerstreut bis leicht drüsig behaart, manchmal auch dicht. Das Blatt ist unpaarig gefiedert mit 9 bis 19 Fiederblättchen. Die seitlichen sind sitzend, haben eine elliptische bis länglich elliptische oder oval-elliptische bis lang elliptisch-lanzeolate Blattform, sind 6 bis 17 cm lang und 2 bis 7,5 cm breit. Die Unterseite ist dicht behaart, jedoch drüsenlos und verkahlend. Höchstens entlang der Mittelrippe sitzen auch Drüsenhaare. Die Blattbasis ist asymmetrisch, leicht herzförmig, der Blattrand ist gezähnt, das Ende zugespitzt. Das endständige Blättchen ist 1 bis 5 cm lang gestielt. 
Die männliche Ähre ist 9 bis 40 cm lang. Jede Blüte hat 12 bis 40 Staubblätter. Blütezeit ist April und Mai.
Die fruchtende Ähre trägt 4 bis 5 Nüsse. Diese sind kugelig, eiförmig oder ellipsoidisch, 3 bis 7,5 cm lang und 3 bis 5 cm breit. Die Hülle ist dicht drüsig behaart und öffnet sich nicht. Die Nussschale ist dick, rau, hat 6 bis 8 deutliche Rippen und tiefe Löcher und Einbuchtungen. Fruchtreife ist August bis Oktober.
Die Chromosomenzahl beträgt 2n = 32.

## Verbreitung
Juglans mandshurica ist in China nördlich des Huang He und Nordkorea beheimatet. Sie wächst in Mischwäldern an Berghängen und in Tälern in 500 bis 2800 m Seehöhe.
Die Art wurde in der Mitte des 19. Jahrhunderts erstmals beschrieben. Georg Kuphaldt führte die Art in den Parks des russischen Reiches ein. Auch in Mitteleuropa erweist sich der Baum als winterhart.

## Systematik
Juglans mandshurica wird innerhalb der Gattung Juglans in die Sektion Cardiocaryon gestellt. Die häufig, so etwa auch in der Flora of China, als Synonym zu Juglans mandshurica gestellte Juglans cathayensis ist nach molekulargenetischen Untersuchungen als eigenständige Art anzusehen.

## Belege
- Jonas Frei: Die Walnuss. Alle in Mitteleuropa kultivierten Arten. Botanik, Geschichte, Kultur. AT Verlag, Aarau und München 2019. ISBN 978-3-03902-021-8
- Anmin Lu, Donald E. Stone & L. J. Grauke: Juglandaceae, in: Flora of China, Band 4, 1999, S. 277–285. Science Press, Beijing und Missouri Botanical Garden Press, St. Louis. (pdf, 153 kB)